# Phil Jagielka
Philip „Phil“ Nikodem Jagielka (* 17. August 1982 in Sale, Greater Manchester) ist ein englischer Fußballspieler. Der Innenverteidiger, der zu Beginn seiner Laufbahn bei Sheffield United im zentral-defensiven Mittelfeld agiert hatte, stand zuletzt bis Sommer 2023 beim Zweitliga-Klub Stoke City unter Vertrag. Er debütierte im Jahr 2008 in der englischen A-Nationalmannschaft und wurde sowohl für die Euro 2012 in der Ukraine und Polen als auch für die WM 2014 in Brasilien in den Kader der „Three Lions“ berufen.

## Sportlicher Werdegang

### Sheffield United (1999–2007)
Phil Jagielka, dessen älterer Bruder Stephen ebenfalls Fußballer wurde, ist polnischer Abstammung. Er fiel erstmals den Talentscouts auf, als er in Altrincham bei einem kleinen Fußballklub mit dem Namen Hale Barns United im Mittelfeld die Fäden zog. Auf dieser Position kam er auch vornehmlich in der Jugendakademie von Sheffield United zum Zuge. Am 5. Mai 2000 bestritt er am letzten Spieltag der Ende der Saison 1999/2000 erstmals gegen Swindon Town eine Partie für die A-Mannschaft von United. Bis zum Jahreswechsel 2000/01 kämpfte er sich immer häufiger in die Startformation. Trainer Neil Warnock entschloss sich daraufhin, das junge Talent im Januar 2001 für dreieinhalb Jahre vertraglich an den Klub zu binden.
Spätestens in der Saison 2002/03 war Jagielka Stammspieler bei Sheffield United und zog die Aufmerksamkeit anderer Klubs auf sich, darunter Leeds United, das ihn gemeinsam mit dem Mannschaftskameraden Michael Brown für sechs Millionen Pfund verpflichten wollte. Zahlreiche weitere Interessenten aus der Premier League für den englischen Juniorennationalspieler folgten, wozu auch West Ham United im Juni 2005 zählte. Nach einer Vier-Millionen-Offerte von Wigan Athletic im Juli desselben Jahres besserte West Ham ihr Angebot noch einmal nach. Nach einem weiteren ausgeschlagenen Angebot der Bolton Wanderers unterzeichnete Jagielka, der mittlerweile während der Abwesenheit von Chris Morgan zum Mannschaftskapitän befördert worden war, im August 2006 bei Sheffield United, das kurz zuvor in die Premier League aufgestiegen war, einen neuen Kontrakt über drei Jahre.
Am 30. September 2006 erzielte er in letzter Minute den 2:1-Siegtreffer gegen den FC Middlesbrough und sicherte seinem Verein damit den ersten Premier-League-Sieg seit April 1994. Obwohl er ein Schlüsselspieler in der Erstligasaison war und am 30. Dezember 2006 sogar den verletzten Torwart Paddy Kenny gegen den FC Arsenal (1:0) für gut eine halbe Stunde ersetzte, hatte die Vereinsführung im Dezember 2006 Jagielka für grundsätzlich verkäuflich erklärt. Als Sheffield am Ende der Spielzeit 2006/07 in die Zweitklassigkeit zurückkehrte, mehrten sich die Zeichen, dass Jagielka Sheffield verlassen würde. Er hatte 133 Ligaspiele in Serie absolviert und alle Meisterschaftspartien der Spielzeiten 2004/05 bis 2006/07 bestritten.

### FC Everton (2007–2019)
Jagielkas Weg führte zum FC Everton, bei dem er am 4. Juli 2007 für vier Millionen Pfund als bis dahin teuerster Fußballer von Sheffield United anheuerte. Nach einem stetigen Aufstieg innerhalb der Mannschaftshierarchie und zwei Toren gegen den AZ Alkmaar (3:2) und Wigan Athletic (2:1) war er bester Spieler („Man of the Match“) in den Partien gegen Tottenham Hotspur, Brann Bergen und Manchester City. Er befand sich zu Beginn der Saison 2008/09 in Hochform und war das Herzstück der Abwehr des FC Everton. Nachdem er im Februar 2009 zum ligaweit besten Akteur des Monats gewählt worden war, erhielt er zum Abschluss der Runde die vereinsinterne Auszeichnung zum besten Spieler. Er verwandelte zudem den letzten Strafstoß im erfolgreichen Elfmeterschießen gegen Manchester United im FA-Cup-Halbfinale. Die erfolgreiche Saison endete am 25. April 2009 für Jagielka unglücklich mit dem Riss des hinteren Kreuzbands, wodurch er für das restliche Jahr 2009 ausfiel. Ein Monat nach diesem Vorfall unterzeichnete er dessen ungeachtet einen neuen Fünfjahresvertrag bei Everton. Am 25. Februar 2010 gab er gegen Sporting Lissabon sein Comeback, das aber nach seiner Einwechselung für Philippe Senderos in der 52. Minute nach einem 0:0-Zwischenstand noch mit einer 0:3-Niederlage endete. Nach einem weiteren Kurzeinsatz drei Tage später in der Premier League stand er beim 5:1-Erfolg gegen Hull City am 7. März des Jahres wieder über 90 Minuten auf dem Feld. An der Seite von Sylvain Distin eroberte er sich fortan einen Platz in Evertons Innenverteidigung zurück.
Im März 2011 unterzeichnete Jagielka eine Vertragsverlängerung bis 2015 und eine Offerte des FC Arsenal im Sommer desselben Jahres in Höhe von dreizehn Millionen Pfund lehnte Trainer Moyes ab – die „Gunners“ verpflichteten daraufhin Per Mertesacker. Obwohl mit Johnny Heitinga ein Konkurrent auf Jagielkas Position in der Saison 2011/12 mit guten Leistungen die vereinsinterne Auszeichnung zum „Spieler des Jahres“ gewann, war es in der Spielzeit 2012/13 das Innenverteidigerpaar aus Distin und Jagielka, das als „erste Wahl“ galt und auf halbem Weg der Saison verlängerte Everton mit ihm erneut den Kontrakt – nun bis 2017. Nach dem Weggang von Phil Neville beförderte ihn Moyes' Trainernachfolger Roberto Martínez im Sommer 2013 zum neuen Kapitän.
Unter Jagielkas „Regie“ blieb Everton in der Saison 2013/14 im Kampf um die Champions-League-Qualifikationsplätze lange ein ernsthafter Konkurrent. Mit nur 39 Gegentoren stand am Ende zwar nur der fünfte Rang zu Buche, aber gleichsam für seine guten Darbietungen an der Seite von Distin und seine Qualitäten als Förderer des neuen Talents John Stones wurde er gelobt – Stones hatte Jagielka während dessen Verletzungspause (Oberschenkelprobleme) zu vertreten. Rechtzeitig zum Ende der Spielzeit und damit im Vorfeld der WM-Endrunde 2014 in Brasilien meldete sich Jagielka wieder genesen.

### Sheffield United, Derby County und Stoke City (seit 2019)
Am 4. Juli 2019 verließ er den FC Everton nach zwölf Jahren und kehrte zu Sheffield United zurück, wo er einen Einjahresvertrag unterschrieb. Für den Erstliga-Aufsteiger bestritt er sechs Einsätze in der Premier League 2019/20 und sicherte sich mit Sheffield United als Tabellenneunter souverän den Klassenerhalt. In der Premier League 2020/21 wurde der Innenverteidiger in zehn Ligaspielen eingesetzt, stieg allerdings mit seiner Mannschaft als Tabellenletzter aus der Premier League ab.
Mitte August 2021 wurde der vereinslose Phil Jagielka vom Zweitligisten Derby County unter Vertrag genommen. Nach zwanzig Spielen für Derby in der EFL Championship 2021/22 wechselte der 39-Jährige im Januar 2022 zum ebenfalls in der zweiten Liga spielenden Verein Stoke City. Für Stoke absolvierte er 47 Ligaspiele und erzielte dabei 2 Tore. Sein Vertrag mit Stoke City lief im Sommer 2023 aus.

### Englische Nationalmannschaft
Der ehemalige englische U-21-Nationalspieler bestritt am 10. Mai 2007 gegen Albanien ein Länderspiel für die B-Auswahl Englands, wobei er seinen zukünftigen Mannschaftskollegen Phil Neville in der zweiten Halbzeit auf der rechten Außenverteidigerposition ersetzte. Am 11. Mai 2008 erhielt Jagielka seine erste Nominierung in den Kader der englischen A-Nationalmannschaft und am 1. Juni 2008 feierte er als Einwechselspieler gegen Trinidad und Tobago sein Debüt. Es folgte im Freundschaftsspiel gegen Spanien am 11. Februar 2009 die erste Partie für die „Three Lions“ von Beginn an.
Auf die nächsten nennenswerte Entwicklungsschritte musste er jedoch noch warten und der damalige Nationaltrainer Fabio Capello nominierte ihn nicht für die WM-Endrunde 2010 in Südafrika. Bei der ersten Partie nach dem Turnier absolvierte Jagielka sein viertes Länderspiel, wobei ihm beim 2:1 gegen Ungarn ein Eigentor unterlief. Er absolvierte fortan für England drei Qualifikationsspiele zur Euro 2012, die gegen Bulgarien (4:0), Schweiz (3:1) und Wales (2:0) sämtlich siegreich gestaltet werden konnten. Trotz einiger guter Leistungen als Innenverteidiger – darunter besonders im November 2011 beim 1:0 im Freundschaftsspiel gegen Weltmeister Spanien, als er mit gebrochenem Zeh spielte – gehörte er bei der EM-Endrunde in der Ukraine und Polen zunächst wieder nicht dem englischen Kader an. Der neue Trainer Roy Hodgson nominierte ihn nach der Verletzung von Gareth Barry nach, aber in keiner der vier englischen Turnierpartien kam Jagielka zum Einsatz.
Als kurz darauf John Terry aus der Nationalmannschaft zurücktrat, war Jagielka nun häufiger in der Startformation zu finden. Gemeinsam mit Gary Cahill bildete er nun oft die neue Innenverteidigung und zur erfolgreichen Qualifikation zur WM 2014 in Brasilien steuerte er sieben Länderspiele bei. Daraufhin wurde er auch in den Endrundenkader nominiert. Dabei hatte er sich zum Saisonende noch rechtzeitig fit melden können und zwischenzeitliche Planspiele, die Terrys Comeback zum Gegenstand hatten (vor dem Hintergrund, dass Terry und Cahill auch beim FC Chelsea die Abwehrzentrale stellten und dies in der abgelaufenen Spielzeit 2013/14 recht erfolgreich), wurden verworfen.

## Titel/Auszeichnungen
- PFA Team of the Year (2): 2004 (2. Liga), 2006 (2. Liga)
- Englands Fußballer des Monats (1): Februar 2009